# Orașul înfricoșat
Orașul înfricoșat (titlu original: The Frightened City) este un film britanic neo-noir cu gangsteri din 1961 regizat de John Lemont. Rolurile principale au fost interpretate de actorii Herbert Lom, John Gregson și Sean Connery. A avut premiera la 9 august 1961, fiind distribuit de Anglo-Amalgamated Film Distributors în Regatul Unit și de Allied Artists Pictures Corporation în Statele Unite.
Formația The Shadows a avut un single de succes, locul 3 în topurile britanice în mai 1961, cu melodia filmului, The Frightened City. Ulterior, a fost interpretată de Peter Frampton în albumul său de colecție din 1996 Twang!: A Tribute to Hank Marvin & the Shadows. 

## Prezentare
Prezintă activități de extorcare și războiul între bandele de mafioți din West End, un cartier din centrul Londrei. Sean Connery joacă rolul unui spărgător de case numit Paddy Damion care este atras în activități ilegale de către mafiotul alunecos Harry Foulcher (Alfred Marks), pentru a-și ajuta partenerul în spargeri de case Wally Smith (Kenneth Griffith), care a rămas rănit la picioare după ce a căzut în timpul unui jaf. 
Cu toate că personajul lui Connery are o iubită, el o seduce pe frumoasa Anya (Yvonne Romain), amanta conducătorului gangsterilor Jhernikov (Herbert Lom). John Gregson interpretează rolul inspectorului de poliție detectiv Sayers, care este dedicat combaterii crimei organizate. Acesta este ajutat de sergentul Ogle (Frederick Piper).

## Distribuție
- Herbert Lom - Waldo Zhernikov
- John Gregson - Inspectorul de poliție detectiv Sayers
- Sean Connery - Paddy Damion
- Alfred Marks - Harry Foulcher
- Yvonne Romain - Anya Bergodin
- Olive McFarland - Sadie
- Frederick Piper - Sergent Bob Ogle
- John Stone - Hood
- David Davies - Alf Peters
- Tom Bowman - Tanky Thomas
- Robert Cawdron - Nero
- George Pastell - Sanchetti
- Patrick Holt - Superintendent Dave Carter
- Martin Wyldeck - Ofițer de securitate
- Kenneth Griffith - Wally Smith
- Bruce Seton - comisar asistent